# Arcul de Triumf din Paris
Arcul de Triumf (Arc de Triomphe în franceză) este un monument situat în Paris, în Place de l'Étoile, la extremitatea vestică a bulevardului Champs-Élysées. Se află pe o esplanadă circulară cu un diametru de 120 m, la intersecția a douăsprezece bulevarde, cum ar fi Kléber, Grande Armée, Wagram și Champs-Élysées.

## Istorie

Arcul de Triumf în Place de l'Étoile

Își are originea într-un discurs pronunțat de Napoleon Bonaparte după bătălia de la Austerlitz, pe 2 decembrie 1805: „Va veți întoarce acasă sub arcuri de triumf.” Un decret adoptat pe 18 februarie 1806 a lansat lucrările, finanțate prin contribuțiile ale Grande Armée. Piatra de temelie s-a pus pe 15 august a aceluiași an, cu ocazia zilei de naștere a lui Napoleon.
Lucrările s-au suspendat după căderea Primului Imperiu în 1815, apoi s-au reluat sub conducerea lui Jean-Nicolas Huyot în 1826, în timpul domniei lui Ludovic al XVIII-lea. Huyot a realizat antablamentul, bolta ogivală pentru a susține dalajul superior, și bolta cu casete a arcului principal. Ludovic-Filip și prim-ministrul său Adolphe Thiers au ales programul iconografic al altoreliefurilor și sculptorii: Plecarea voluntarilor din 1792 (și cunoscut sub numele La Marseillaise) de către François Rude, Triumful din 1810 de către Jean-Pierre Cortot, Rezistența din 1814 și Pacea din 1815 de către Antoine Étex. Construirea s-a terminat în 1836 sub îndrumarea arhitectului Guillaume-Abel Blouet. Arcul a fost inaugurat pe 29 iulie 1836 pentru a sărbători cea de-a șasea aniversare a „Revoluției din iulie”, care a adus la putere Monarhia din Iulie.

## Descriere

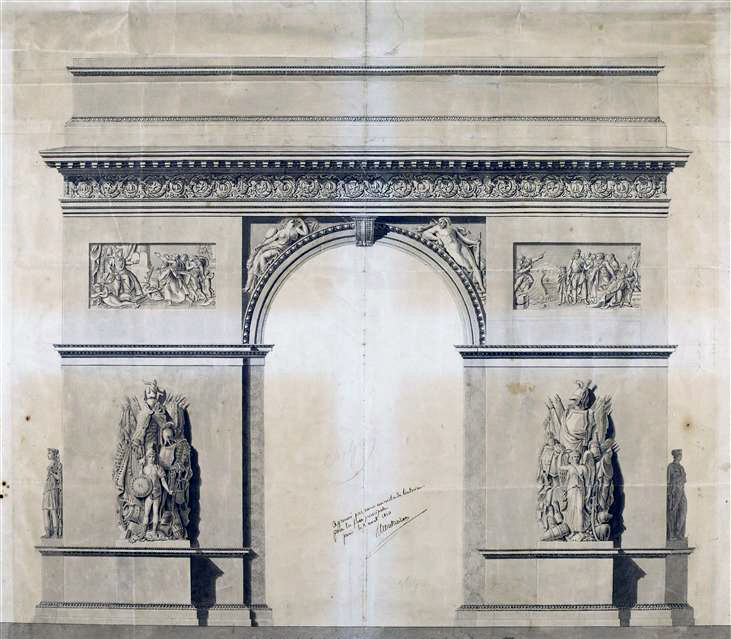
Proiect de Jean Chalgrin, 1806

Monumentul este inspirat de arhitectura romană și în special de Arcul de triumf lui Janus la Roma, cu formă tetrapil. În anumite aspecte se îndepărtează de modelul roman: nu includ nicio coloană și este de dimensiuni excepționale, cu 50 m înălțime, 45 m lățime și 22 adâncime.
Deasupra pereților se afla șase basoreliefuri, care ilustrează episoade marcante ale războaielor revoluționare și napoleoniene. Partea inferioară a antablamentului este decorată cu o friză, ce reprezintă plecarea și întoarcerea armatelor în cadrul campaniei din Italia și al campaniei din Egipt. Pe zidurile interioare sunt înscriși cei 558 de generali ai Imperiului. Numele celor care au murit în luptă sunt subliniate. Pe aticul se găsesc 30 de scuturi, fiecare purtând numele unei victorii a Revoluției sau a lui Napoleon: Valmy, Jemmapes, Fleurus, Montenotte, Lodi, Castiglione, Rivoli, Arcole, Pyramides, Aboukir, Alkmaer, Zurich, Heliopolis, Marengo, Hohenlinden, Ulm, Austerlitz, Jena, Friedland, Somosierra, Essling, Wagram, Moscova, Lützen, Bautzen, Dresda, Hanau, Montmirail, Montereau și Ligny.
Programul iconografic se desfășoară în ordine cronologică pe altoreliefurile pilierelor:

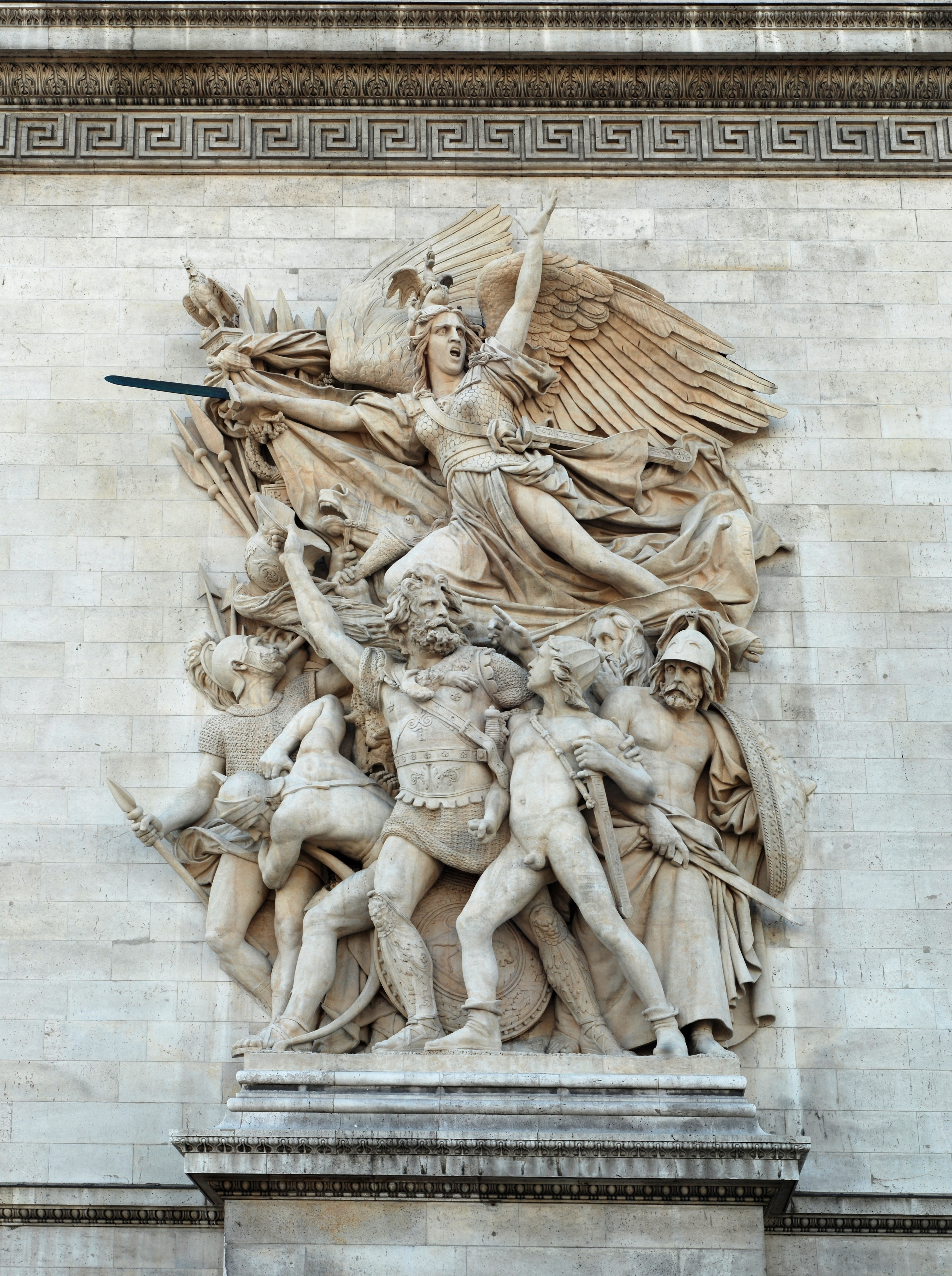
Plecarea voluntarilor din 1792
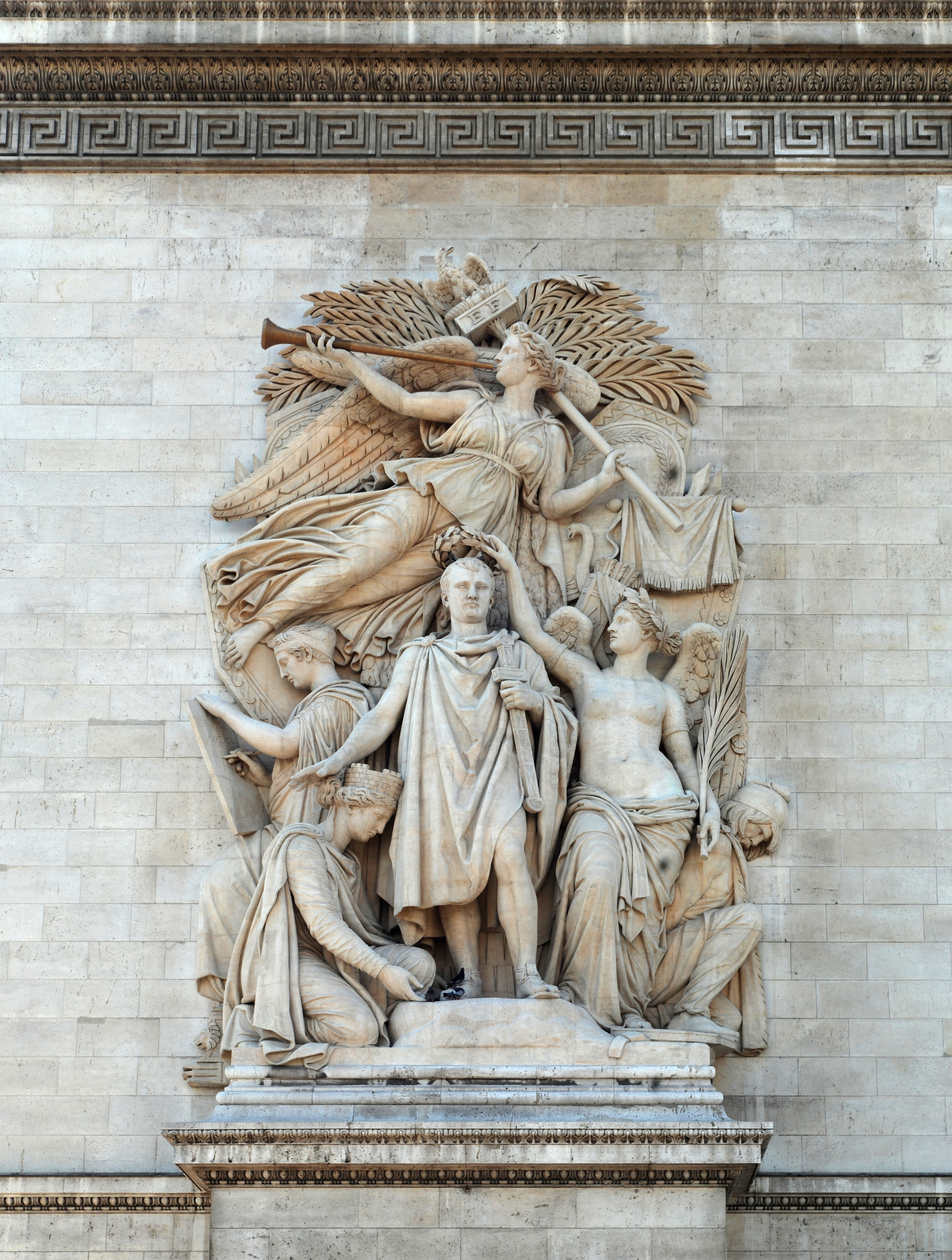
Triumful din 1810
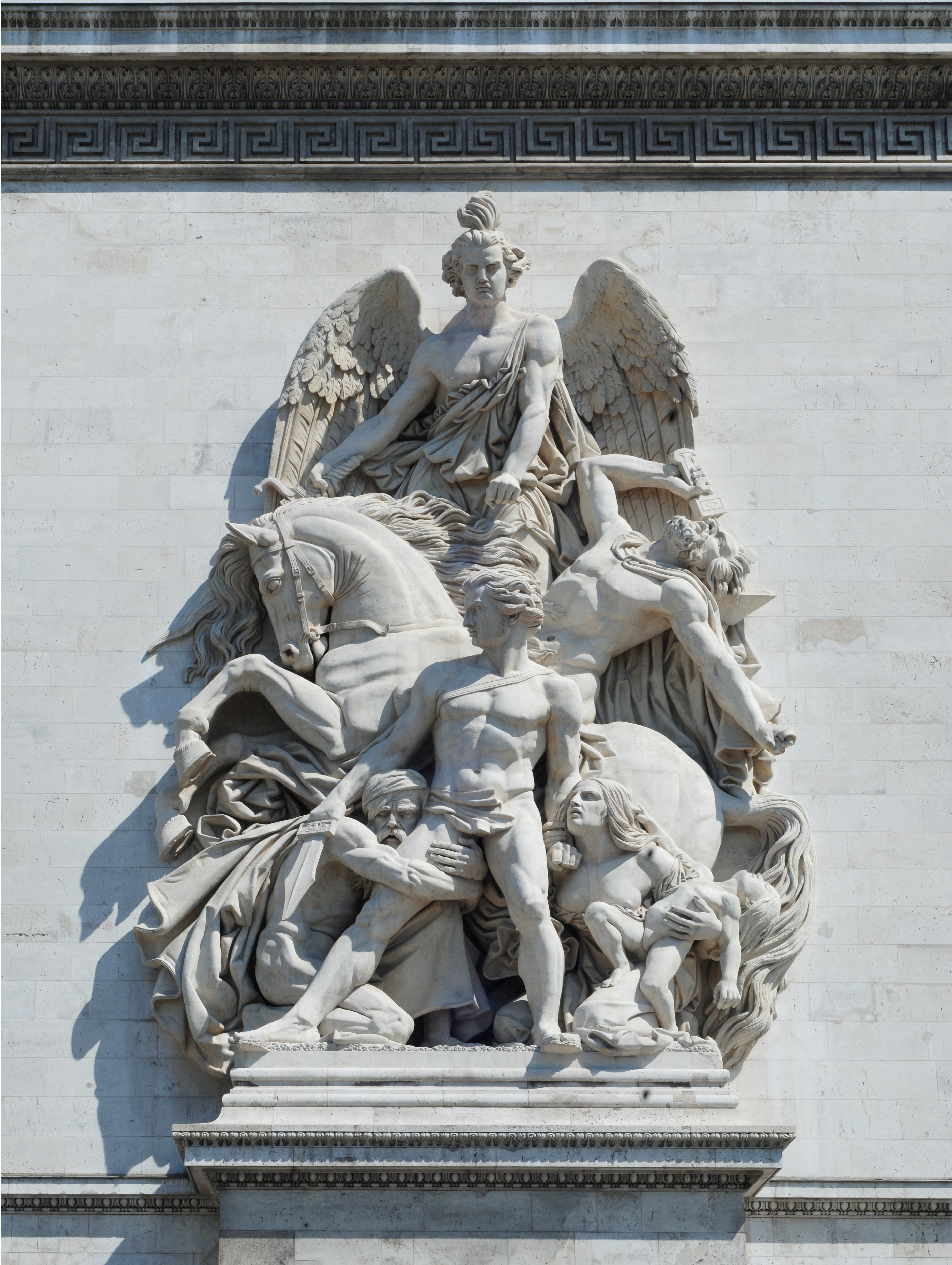
Rezistența din 1814
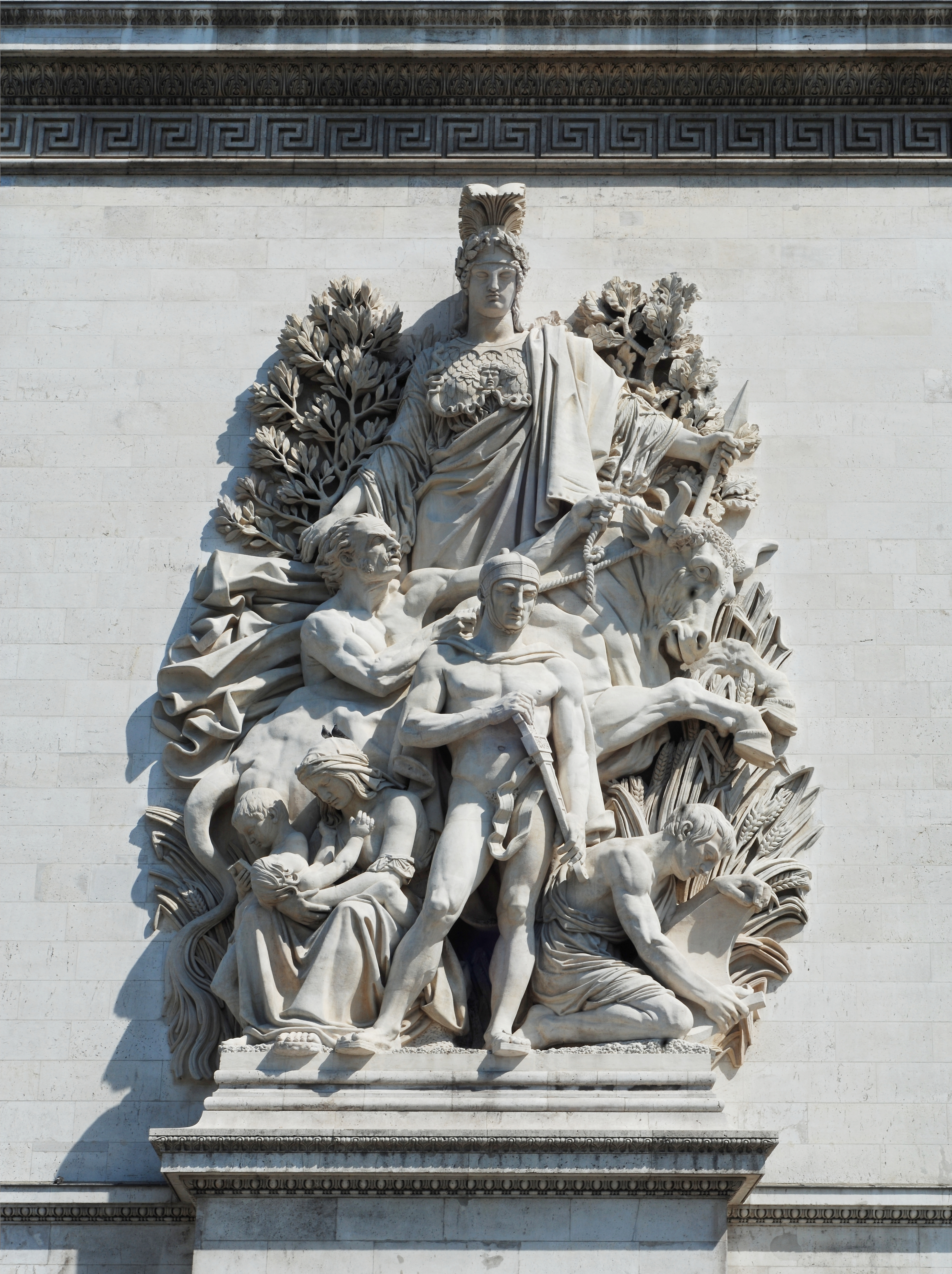
Pacea din 1815

## Funcția

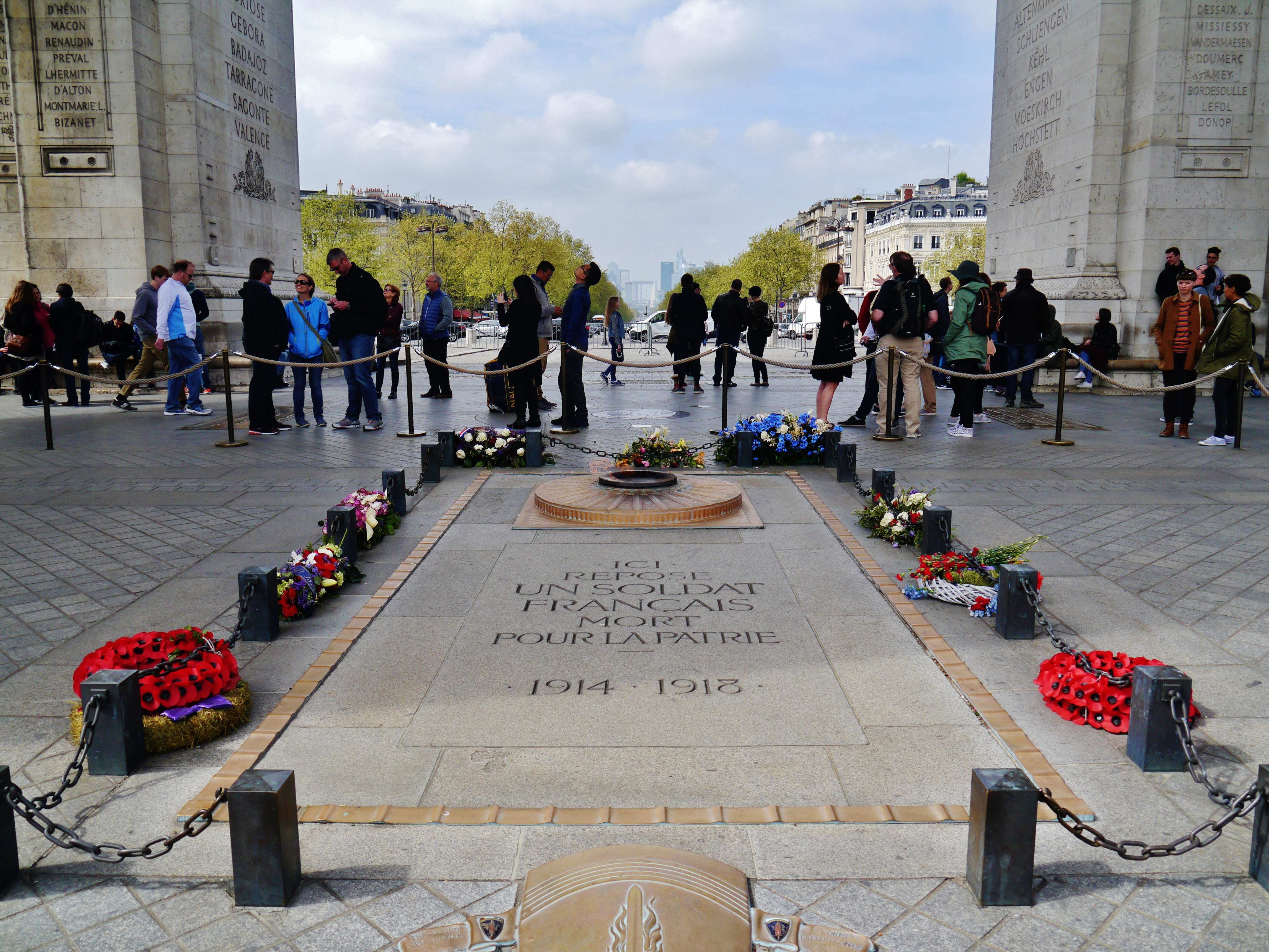
Flacăra de la mormântul Soldatului Necunoscut

Arcul face parte acum din monumentele naționale franceze cu o mare însemnătate istorică. La picioarele sale se află Mormântul Soldatului Necunoscut din Primul Război Mondial; sistemul ce alimentează flacăra care îl comemorează a fost pentru prima dată folosit aici. Soldatul Necunoscut este comemorat la fiecare 11 noiembrie, ziua armistițiului semnat între Franța și Germania în 1918.